# Typhlolagynodes phineus
Typhlolagynodes phineus är en stekelart som beskrevs av Paul Dessart 1981. Typhlolagynodes phineus ingår i släktet Typhlolagynodes och familjen trefåresteklar. Inga underarter finns listade i Catalogue of Life.